# Osoppo
Osoppo is een gemeente in de Italiaanse provincie Udine (regio Friuli-Venezia Giulia) en telt 2973 inwoners (31-12-2004). De oppervlakte bedraagt 22,2 km², de bevolkingsdichtheid is 131 inwoners per km².
De volgende frazioni maken deel uit van de gemeente: Pineta, Rivoli.

## Demografie
Osoppo telt ongeveer 1163 huishoudens. Het aantal inwoners steeg in de periode 1991-2001 met 7,0% volgens cijfers uit de tienjaarlijkse volkstellingen van ISTAT.
| Jaar | Inwoneraantal |
| ---- | ------------- |
| 1991 | 2701          |
| 2001 | 2889          |

## Geografie
De gemeente ligt op ongeveer 185 m boven zeeniveau.
Osoppo grenst aan de volgende gemeenten: Buja, Forgaria nel Friuli, Gemona del Friuli, Majano, San Daniele del Friuli, Trasaghis.